# Wybory prezydenckie w Wenezueli w 2024 roku
Wybory prezydenckie w Wenezueli w 2024 roku – wybory prezydenckie w Wenezueli zarządzone na dzień 28 lipca 2024. 
Według oficjalnych rezultatów, wybory zwyciężył urzędujący prezydent Nicolas Maduro zdobywając 51,95% głosów. Wynik został zakwestionowany przez wenezuelską opozycję, która popierała kandydaturę Edmundo Gonzáleza Urrutii. 

## Termin wyborów
5 marca 2024 Narodowa Rada Wyborcza wyznaczyła 28 lipca 2024 jako datę wyborów prezydenckich, kandydatów można było rejstrować od 21 do 25 marca, a kampania wyborcza trwała od 4 do 25 lipca.

## Kandydaci

### Zjednoczona Partia Socjalistyczna Wenezueli
16 marca 2024 Zjednoczona Partia Socjalistyczna Wenezueli (hiszp. PSUV) ogłosiła, że Nicolas Maduro będzie jej kandydatem na prezydenta. Ubiegający się o trzecią kadencję Prezydent zarejestrował swoją kandydaturę 25 marca.

### Plataforma Unitaria Democrática
22 października 2023 prawybory na kandydata opozycji wygrała María Corina Machado, była deputowana do Zgromadzenia Narodowego. Nie została jednak dopuszczona do kandydowania, ponieważ Sąd Najwyższy podtrzymał ciążący na niej zakaz pełnienia funkcji publicznych.
W tej sytuacji Maria Corina Machado wyznaczyła do startu w wyborach Corine Yoris. Nie została jednak zarejestrowana jako kandydatka, z powodu odrzucenia zgłoszenia przez system informatyczny obsługujący wybory. Skutkiem czego, opozycja pozostała bez kandydatury. Otrzymała jednak przedłużony okres rejestracji i zarejestrowała kandydaturę byłego dyplomaty, Edmundo Gonzáleza Urrutii.

## Oficjalne wyniki
29 lipca 2024 Narodowa Rada Wyborcza ogłosiła, że wybory zwyciężył Nicolas Maduro z wynikiem 51,95%, a Edmundo González Urrutia otrzymał 43,18% głosów. NRW nie przedstawiła dokumentów potwierdzających rezultaty, w tym nie zaprezentowano protokołów z komisji wyborczych, oskarżono za to hakerów z Macedonii Północnej o próbę wpłynięcia na liczenie głosów i obarczono ich winą za opóźnienie w stwierdzeniu wyników. Zdaniem opozycji w tym czasie fałszowano wybory. Na podstawie zdjęć protokołów z ponad 70% lokali Maria Corina Machado ogłosiła, że zwycięzcą wyborów jest Edmundo Gonzalez Urrutia, który miał otrzymać ponad 6 milionów głosów, przy niecałych 3 milionach Maduro. 22 sierpnia 2024 Sąd Najwyższy zatwierdził wyniki przedstawione przez NRW.
| Kandydat                 | Kandydat       | Partia         | Głosy      | Procent |
| ------------------------ | -------------- | -------------- | ---------- | ------- |
| Nicolas Maduro           |                | PSUV           | 6 408 844  | 51,95%  |
| Edmundo González Urrutia |                | PUD            | 5 326 104  | 43,18   |
| Luis Eduardo Martínez    |                | AD             | 152 360    | 1,24%   |
| Antonio Ecarri           |                | Lápiz          | 116 421    | 0,94%   |
| Benjamin Rausseo         |                | CONDE          | 92 903     | 0,75%   |
| José Brito               |                | PV             | 84 231     | 0,68%   |
| Javier Bertucci          |                | El Cambio      | 64 452     | 0,52%   |
| Claudio Fermín           |                | SPV            | 40 902     | 0,33%   |
| Enrique Márquez          |                | CG             | 29 611     | 0,24%   |
| Daniel Ceballos          |                | AREPA          | 20 056     | 0,16%   |
| głosy nieważne           | głosy nieważne | głosy nieważne | 50 785     | 0,41%   |
| Razem                    | Razem          | Razem          | 12 335 884 | 99,59%  |

## Po wyborach

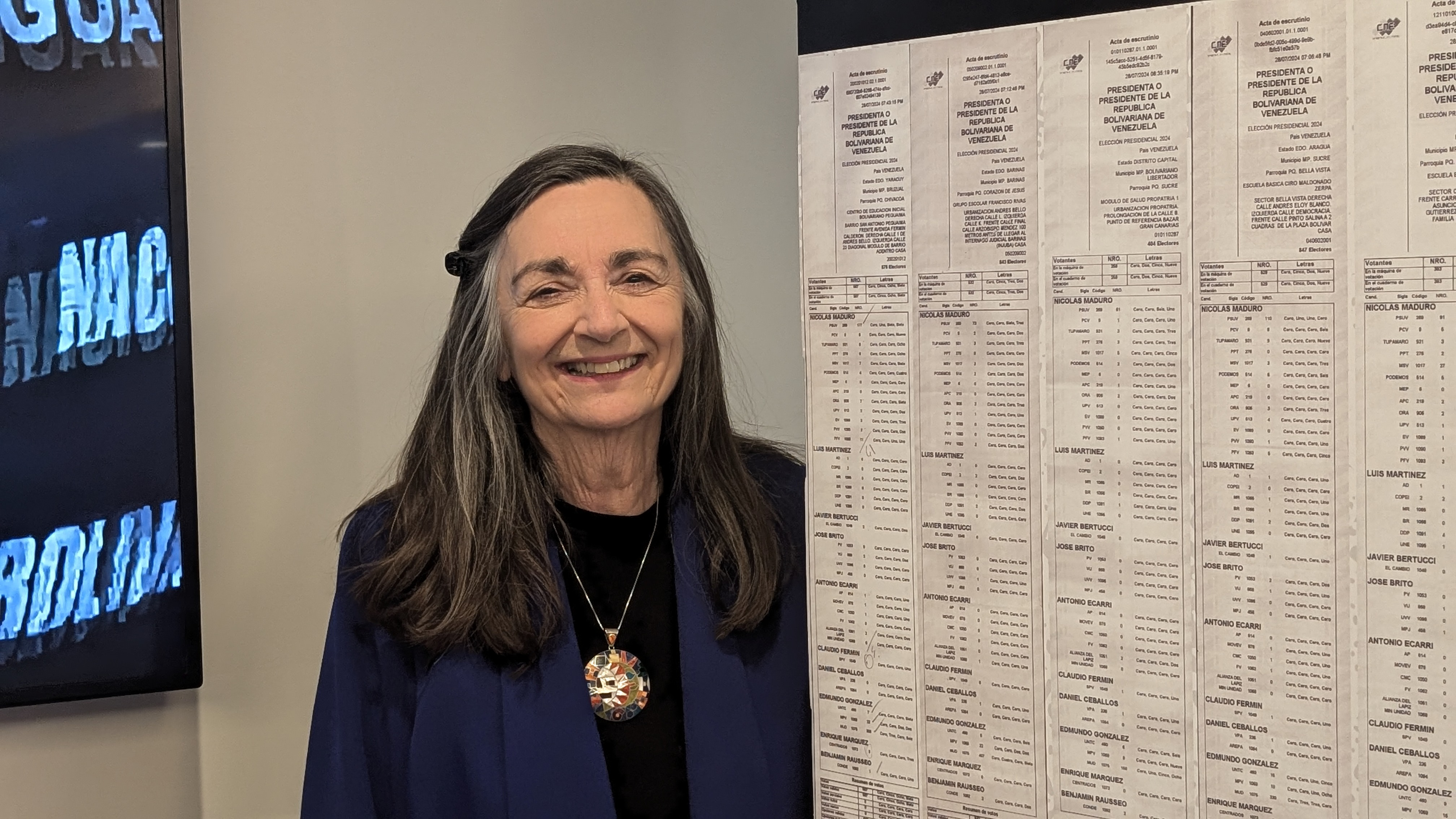
Jennie Lincoln, obserwatorka wyborów w Carter Center, z protokołami głosowań

Wyniki wyborów zostały uznane przez Chiny i Rosję. Misja Rady Praw Człowieka ONZ ds. Wenezueli oceniła proces wyborczy negatywnie. Unia Europejska, Stany Zjednoczone, Kanada, Urugwaj, Argentyna i Kostaryka nie uznały wyboru Maduro, ale uznały Edmundo Gonzáleza Urrutie jako prezydenta–elekta Wenezueli. Mimo to 10 stycznia 2025 Nicolas Maduro został zaprzysiężony na trzecią kadencję.